# Canihuel
Canihuel (bret. Kanuhel) – miejscowość i gmina we Francji, w regionie Bretania, w departamencie Côtes-d’Armor.
Według danych na rok 1990 gminę zamieszkiwały 422 osoby, a gęstość zaludnienia wynosiła 13 osób/km² (wśród 1269 gmin Bretanii Canihuel plasuje się na 871. miejscu pod względem liczby ludności, natomiast pod względem powierzchni na miejscu 235.).